# Thoriosa fulvastra
Thoriosa fulvastra là một loài nhện trong họ Ctenidae.
Loài này thuộc chi Thoriosa. Thoriosa fulvastra được Eugène Simon miêu tả năm 1910.